# Near Vertical Incidence Skywave

Przykład rozchodzenia się fal NVIS

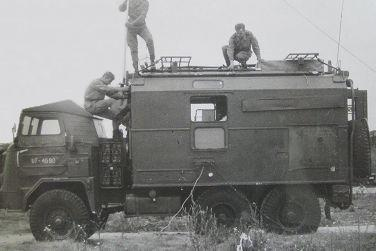
Radiostacja R-140 ze złożoną anteną promieniowania pionowego

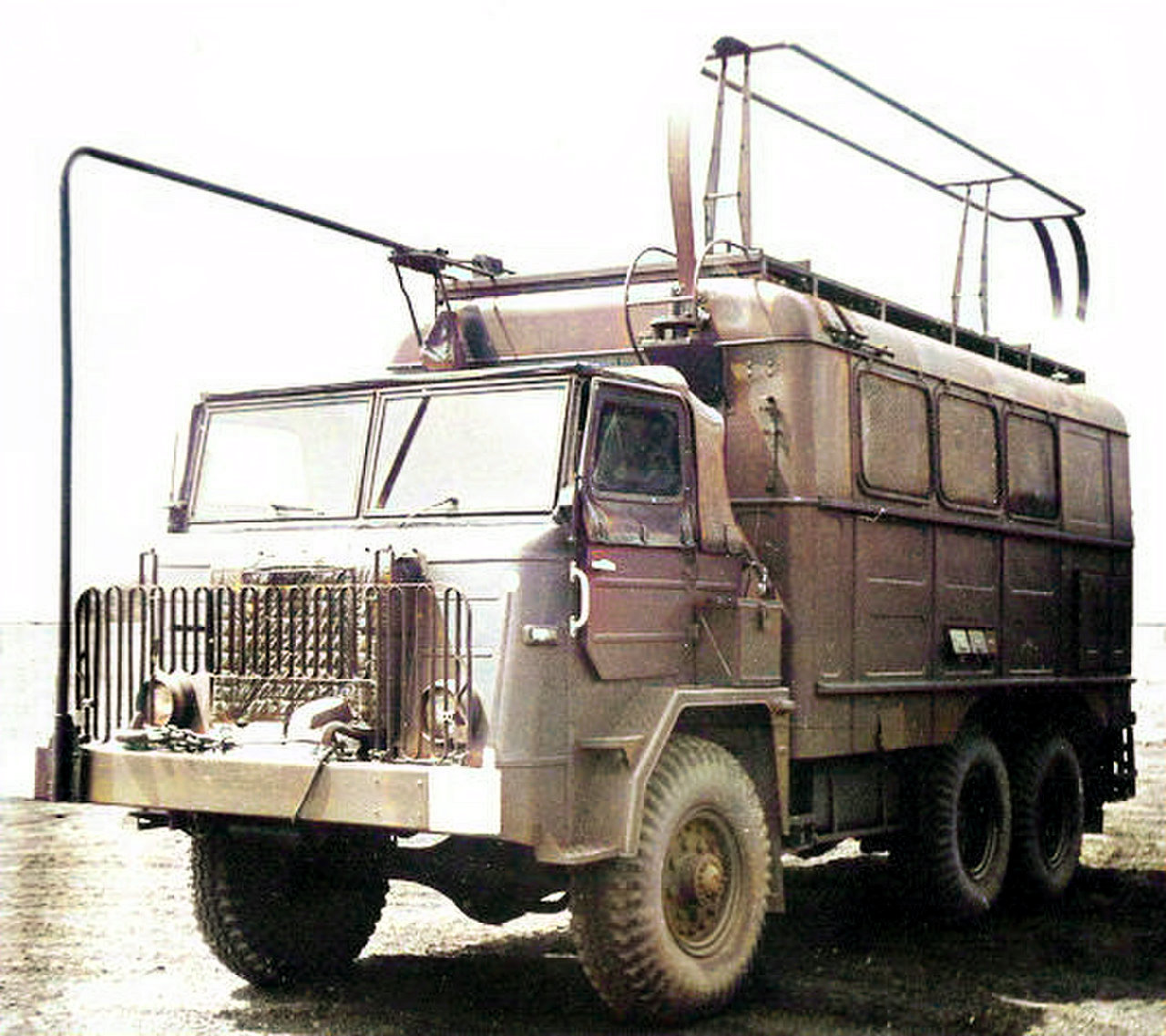
Radiostacja R-118K z anteną ramową

Near Vertical Incidence Skywave, NVIS (ang. prawie pionowo padająca fala jonosferyczna) – rodzaj propagacji fal radiowych, w zakresie pomiędzy falą przyziemną a falą jonosferyczną, umożliwiający łączność radiową na odległościach od 50 do 650 km. Wykorzystywana jest głównie w wojsku, instytucjach paramilitarnych oraz przez krótkofalowców.
Fale radiowe emitowane są w górę do jonosfery, gdzie podlegając refrakcji zostają odbite w kierunku ziemi i mogą zostać odebrane w obszarze kołowym do 650 km od nadajnika. Jeżeli częstotliwość jest zbyt wysoka, refrakcja nie występuje, jeśli zbyt niska absorpcja jonosfery zmniejsza siłę sygnału.
Użyteczne częstotliwości do łączności NVIS zawierają się między 1,8 a 15 MHz. Najbardziej popularnymi pasmami w pracy krótkofalowców są pasma 80 m i 40 m oraz pasmo 60 m. Łączność wojskowa NVIS obejmuje głównie częstotliwości 2–4 MHz w nocy i 5–7 MHz w dzień.
Najniższa warstwa jonosfery – warstwa D – powoduje osłabienie niskich częstości podczas dnia. Warstwa ta zanika w nocy, umożliwiając lepszą komunikację na niższych częstotliwościach.
Propagacja NVIS jest najbardziej przydatna w obszarach górzystych, gdzie zawodzi metoda „widzących się anten”, pracujących w zakresie częstotliwości VHF/UHF lub gdy odległość między nadajnikami jest za duża dla fali przyziemnej (powyżej 80 km), a za mała dla fali jonosferycznej (500 do 2500 km).
Do łączności NVIS używa się anten promieniowania pionowego. Jedną z takich konstrukcji jest antena prof. Stefana Manczarskiego, opracowana na potrzeby podziemnej łączności w okresie II wojny światowej. W konstrukcjach militarnych stosuje się anteny magnetyczne umieszczone nisko nad terenem lub metalowym elementem pojazdu, by zapewnić wysoki kąt promieniowania, właściwy dla łączności NVIS.